# أندريس نارفارت
أندريس نارفارت (بالإسبانية: Andrés Narvarte) (و. 1781 – 1853 م) هو سياسي، ومحامي من فنزويلا . تولى منصب رئيس فنزويلا (20 يناير 1835–9 فبراير 1835) .
توفي في كراكاس .
| المناصب السياسية        | المناصب السياسية         | المناصب السياسية             |
| ----------------------- | ------------------------ | ---------------------------- |
| سبقه خوسيه أنتونيو بايز | رئيس فنزويلا 1835 - 1835 | تبعه خوسيه ماريا فارغاس بونس |